# Кишинёвский трамвай
Кишинёвский трамвай — трамвайная система Кишинёва, просуществовавшая в городе с 1888 по 1961 годы.
В 2011 году примэрия муниципия Кишинёв рассматривала возможность возрождения в городе трамвайного движения — строительство скоростного трамвая.

## История
История создания кишинёвской трамвайной системы началась в апреле 1888 года, когда Городская Дума Кишинёва приняла решение о строительстве в городе конно-железной дороги. Договор о постройке и дальнейшей эксплуатации конки был заключён с предпринимателями по фамилии Рогазинский, Романович и Свитальский. Движение было открыто 29 октября 1888 года. За год на Александровской улице (нынешний Проспект Штефана чел Маре) и на других центральных улицах города была построена линия конно-железной дороги длиной около 6 вёрст. Рельсы для постройки отливали на Брянском железнодорожном заводе, вагоны закупались в Варшаве (7 открытых вагонов) и Одессе (7 закрытых вагонов). По рельсам вагоны тащили упряжки из двух лошадей.
В 1895 году линия конки была куплена учредившими акционерное общество кишиневским купцом Бакалом, присяжным поверенным Розингом, инженерами Лозинским и Сербовым. Уже в следующем, 1897 году, линия конно-железной дороги вместе с вагонным парком была снова продана, на этот раз предпринимателям из Бельгии, организовавшим так называемое «Анонимное общество кишиневских конно-железных дорог», входившее в группу компаний Эдуарда Эмпена.
В 1897 году Городская дума приняла проект постройки второй очереди конки, целью которой было связать центральную часть города с железнодорожным вокзалом. К 1910 году длина линий конно-железной дороги Кишинёва составила 12,5 километров.
1910 год стал временем перевода конки на электрическую тягу. Городская дума приняла соответствующее постановление. В 1911 году об этом была достигнута договорённость с бельгийским «Анонимным обществом», подписан концессионный договор. С 1913 года в Кишинёве стали ходить трамваи на электрической тяге, а также была уложена новая линия трамвая от Пушкинской улицы до Скулянской рогатки. На Александровской улице трамвайное движение стало двухпутным. Всего на тот момент в Кишинёве функционировало 4 трамвайных маршрута. Длина всех маршрутов составляла около 14 километров. На линии выходили до 30 вагонов одновременно.

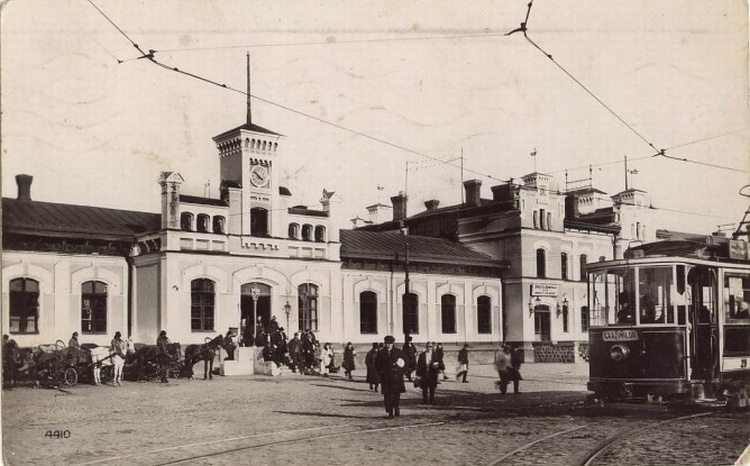
Конечная остановка на железнодорожном вокзале Кишинёва, 1936 год

С 1918 по 1940 годы, когда Бессарабия вошла в состав Румынии, кишинёвский трамвай продолжал оставаться в собственности бельгийского «Анонимного общества». С 1940 года, после вхождения Бессарабии в состав СССР, трамвайное хозяйство города перешло в собственность государства.

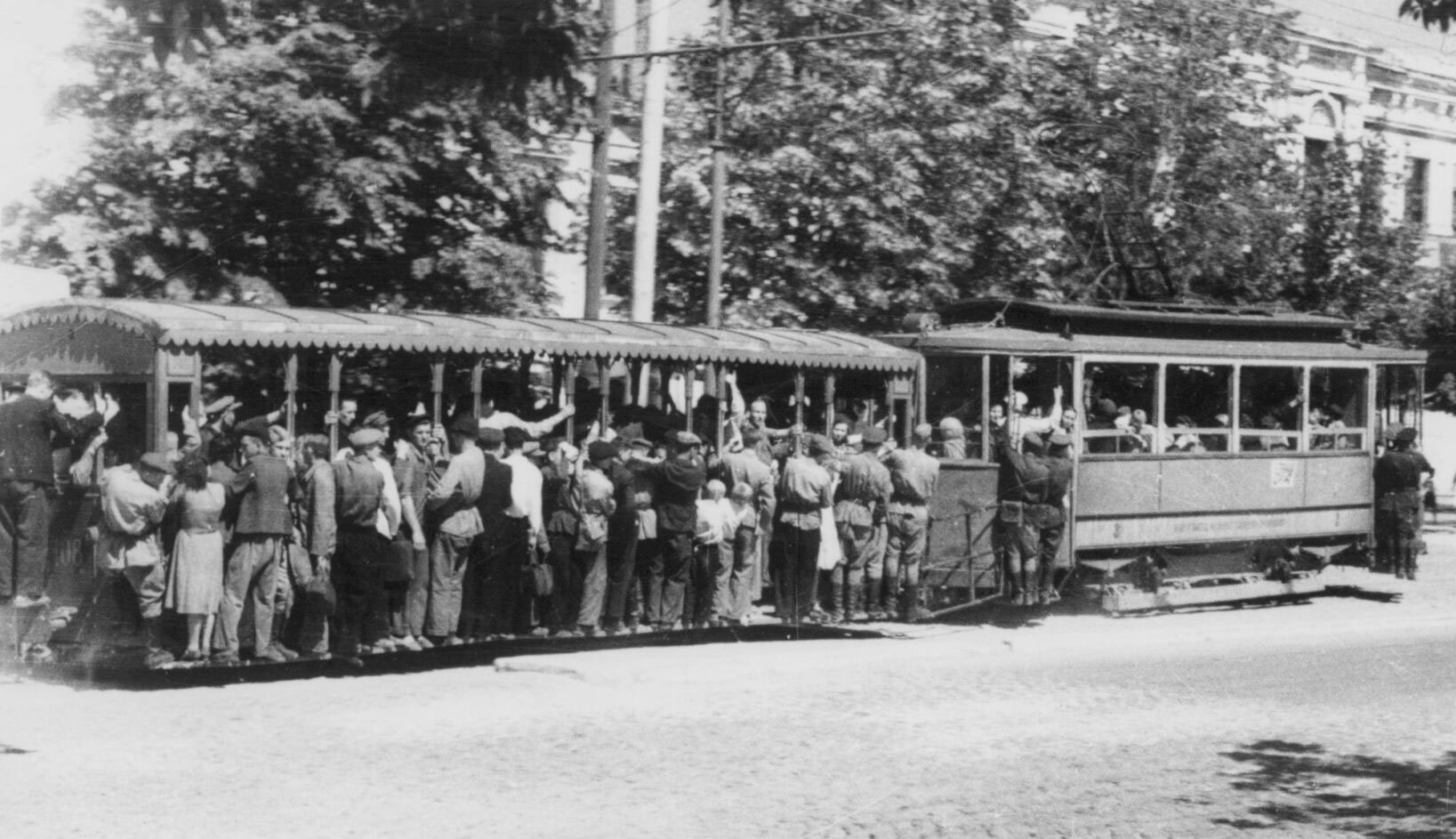
В послевоенный период из-за сильной переполненности трамваев пассажиры нередко ездили снаружи вагонов. На фото — трамвайный поезд из моторного вагона MAN и неизвестного прицепного вагона на улице Ленина, 1947 год

В 1944 году, отступая из Кишинёва, гитлеровская армия взорвала трамвайные ангары и ремонтные мастерские, уничтожила большую часть подвижного состава кишинёвского трамвая, при этом часть трамваев взяв с собой. В СССР в то время не выпускались узкоколейные трамваи. Поэтому восстановление трамвайного хозяйства шло медленно. Об этом говорит тот факт, что к 1952 году работникоами трамвайного хозяйства Кишинёва были отремонтированы и возвращены в строй только 17 моторных вагонов, а также ангар и мастерские по ремонту подвижного состава. Только в 1956 году трамвайный парк города был пополнен 7 моторными и 5 прицепными вагонами, которые прибыли в Кишинёв из Германии.
Трамвайная колея в Кишинёве была узкоколейной — 1000 миллиметров — и до самого конца существования городского трамвая нигде не была заменена на широкую.
Регулярное трамвайное движение в Кишинёве после Великой Отечественной войны было вновь открыто в 1946 году. Длина всех трамвайных маршрутов на тот момент была больше 17 километров. Количество перевозимых пассажиров в было больше 9 миллионов человек в год. С появлением на улицах города в октябре 1949 года кишинёвского троллейбуса трамвайное хозяйство города перестало развиваться, трамвайные линии повсеместно снимали и заменяли автобусными и троллейбусными маршрутами. 11 мая 1961 году по улицам города прошёл последний трамвайный вагон, после чего были сняты все трамвайные рельсы.

## Маршруты
Основных маршрутов кишинёвского трамвая было 4. После Войны некоторые маршруты разбивались на более короткие, с целью оптимизации пассажирских перевозок, встречались, в частности, маршруты № 5 и № 7 (информация о том, какие именно маршруты им соответствовали, не сохранилась).
| № | Маршрут | Количество путей                               |
| - | --- | ---------------------------------------------- |
| 1 | Железнодорожный вокзал — улица Николаевская (бульвар Гагарина) — улица Вокзальная (Валя Гэрий) — улица Александровская (проспект Штефана чел Маре) — улица Острожская (Лэпушняну) — улица Госпитальная (Тома Чорбэ) — улица Александровская (проспект Штефана чел Маре) — улица Вокзальная (Валя Гэрий) — улица Николаевская (бульвар Гагарина) — Железнодорожный вокзал                                                              | Двухколейный                                   |
| 2 | Улица Садовая (улица А. Матеевич) — улица Армянская — улица Харлампиевская (Александру чел Бун) — улица Павловская (Петру Рареш) — Казачий переулок — улица Банная (Албишоара) — улица Павловская (Петру Рареш) — улица Харлампиевская (Александру чел Бун) — улица Армянская — улица Садовая (А. Матеевич) | Одноколейный (с разъездами по пути следования) |
| 3 | Железнодорожный вокзал — улица Николаевская (нынешние бульвар Гагарина и улица Колумна) — улица Госпитальная (Тома Чорбэ) — улица Гостинная (Митрополит Дософтей) — Каларашская Дорога (улица Каля Ешилор) — Еврейское Кладбище — Каларашская Дорога (улица Каля Ешилор) — улица Гостинная (Митрополит Дософтей — улица Госпитальная (Тома Чорбэ) — Николаевская (нынешние бульвар Гагарина и улица Колумна) — Железнодорожный вокзал | Одноколейный (с разъездами по пути следования) |
| 4 | Железнодорожный вокзал — улица Николаевская (нынешние бульвар Гагарина и улица Колумна) — улица Губернская (Пушкина) — улица Садовая (А. Матеевич) — улица Губернская (Пушкина) — улица Николаевская (нынешние бульвар Гагарина и улица Колумна) — Железнодорожный вокзал | Одноколейный (с разъездами по пути следования) |

## Депо

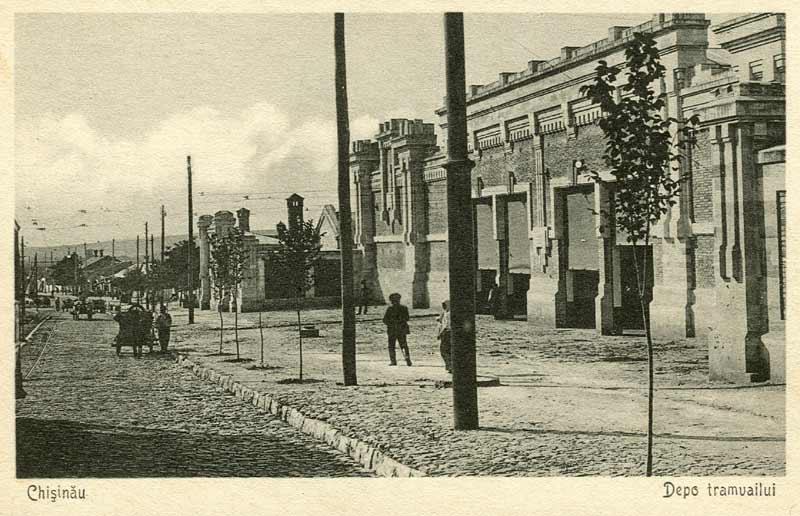
Здание трамвайного депо в 1930-е годы

Единственное в городе трамвайное депо располагалось по адресу: улица Митрополит Дософтей, 138, рядом с нынешней кондитерской фабрикой «Букурия».
Трамвайное депо было спроектировано в 1912 году в Санкт-Петербурге. В 1913 году депо было построено на тогдашней окраине города, рядом с конечной остановкой трамвайной линии. Комплекс построек депо включал в себя семь зданий, в которых располагались как помещения для ремонта подвижного состава, так и мастерские, столовая для работников депо, склады, конюшня и администрация. Здания выстроены из красного кирпича, элементы декора были выкрашены в белый цвет. В настоящее время здание депо сохранилось, является официально признанным памятником архитектуры Кишинёва. В советское были сделаны несколько не имеющих архитектурной ценности пристроек к нему, выкрашенных в настоящее время в серый цвет.

## Подвижной состав

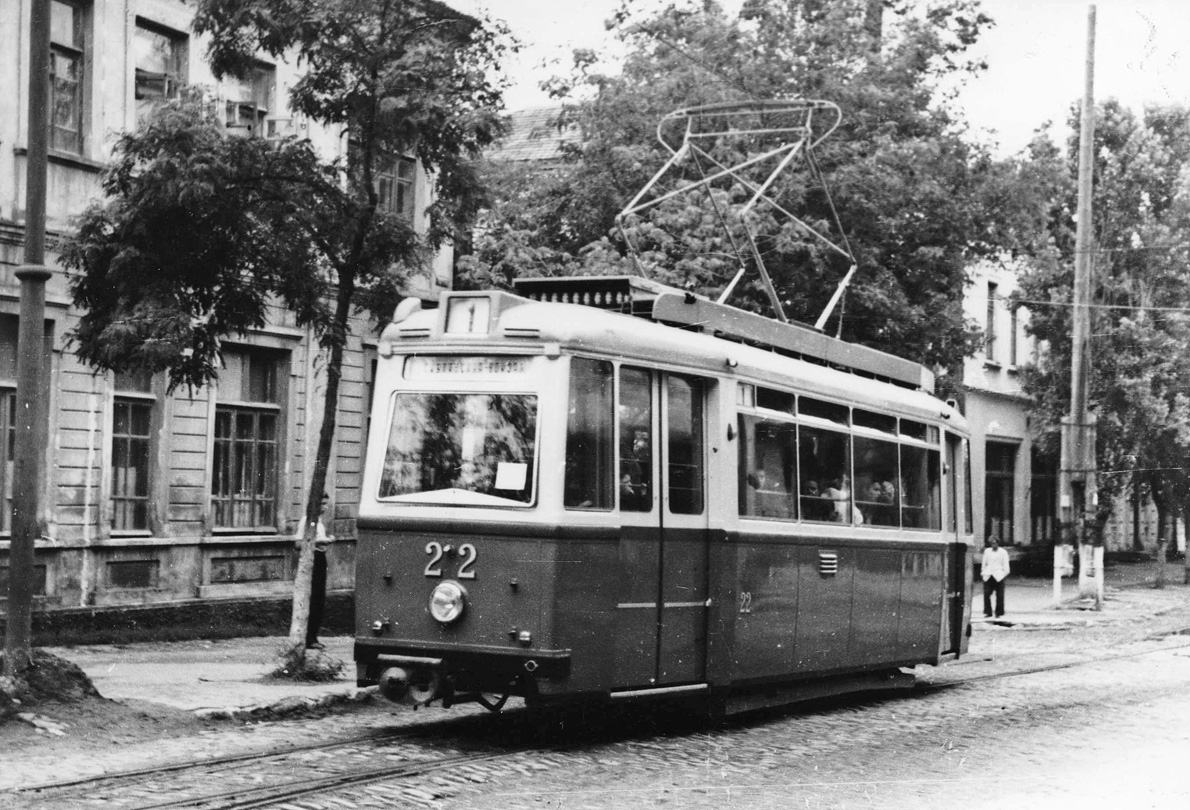
Трамвай LOWA ET54 на улице Фрунзе (ныне Колумна), 1955 год

| Марка вагона  | Страна производства | Начало эксплуатации | Конец эксплуатации | Количество вагонов |
| ------------- | ------------------- | ------------------- | ------------------ | ------------------ |
| Двухосный MAN | Германия            | 1913                | 1961               | 35                 |
| LOWA ET54     | Германия            | 1955                | 1961               | 5                  |
| Gotha T57     | Германия            | 1957                | 1961               | 2                  |

## Перспективы восстановления трамвайного движения
Во второй половине 1980-х годов перед городскими властями вновь встал вопрос организации в городе трамвайного движения. Строительство скоростного трамвая было включено в Генеральный план строительства города Кишинёва 1986 года. Трамвайное депо должно было быть построено в районе «Будешты-2» (район, который не был построен) и Компьютерного завода (оставшегося недостроенным). Маршрут скоростного трамвая должен был пройти от Кутузовского проспекта (в настоящее время — Проспект Мирча Чел Бэтрын, сектор Чеканы), через улицу Измаильскую и далее по проспекту Мира (в настоящий момент носящему название проспект Дачия, сектор Ботаника). Проект так и не был осуществлён, а в настоящее время он стал неактуальным, преимущественно из-за резкого сокращения промышленных предприятий в секторе Чеканы.
Вновь вопрос о кишинёвском трамвае был поднят в середине марта 2011 года. В это время в Минске занимавший пост примара (мэра) Кишинёва Дорин Киртоакэ вместе с председателем Минского горисполкома Николаем Ладутько подписали протокол о намерениях, в котором, в частности, было указано, что примария (мэрия) Кишинёва примет к рассмотрению проект открытого акционерного общества «Белкоммунмаш», в котором признаётся возможность строительства и развития в городе системы скоростного трамвая.
Тем не менее, примар Кишинёва сделал заявление, в котором сказал, что в муниципии Кишинёв возможно строительство или скоростного трамвая, или «лёгкого метро», не уточнив, что именно будет в итоге построено.
Согласно этому плану, в отличие от советского проекта, была запланирована постройка двух линий скоростного трамвая. Первая должна была начаться у Международного аэропорта Кишинёва, пройти через центр города и закончиться в пригородном посёлке Ватра (около водохранилища Гидигич). Вторая линия — от Южного автовокзала Кишинёва до северной части столицы Молдовы. В плане было предусмотрено продление маршрута до зоны отдыха Вадул-луй-Водэ (на берегу реки Днестр).
По состоянию на май 2023 года, никаких планов по строительству трамвайной системы в Кишинёве нет.